# Tokyo (píseň, Owl City)
Tokyo je singl od americké synthpopové skupiny Owl City. Byl složený skladatelem, producentem a zpěvákem Adamem Youngem, který je v písni doprovázen japonskou skupinou Sekai No Owari. Na iTunes píseň vyšla 7. října 2014.

## Okolnosti vzniku alba
26. září 2014 Adam na sociálních sítích zveřejňuje krátké video s popisem: "Jen taková malá informace pro vás všechny. Určitě si sem přijďte v pondělí přečíst oznámení o nové Owl City hudbě." A ve videu potom pokračuje: "Ahoj lidi, chtěl bych vám poděkovat za trpělivost během těch několika posledních měsíců. V pondělí pro vás mám velmi vzrušující a důležité oznámení týkající se nové hudby. Zůstaňte naladěni."
29. září tedy sdílí další video s komentářem: "Příští úterý vydám DVĚ nové písně a strašně se těším, až si je poslechnete. Jedna se jmenuje "You're Not Alone" a vystupuje zde Britt Nicole, zatímco druhá má název "Tokyo" a spoluúčinkují moji noví přátelé SEKAI NO OWARI! Zůstaňte naladěni pro více detaily!" A v minutu a půl dlouhém videu blíže popisuje nové písně za zvuků právě těchto skladeb: "Takže, moji kamarádi, jak se daří? Přináším vám velmi vzrušující novinky. Příští úterý vydám dvě skladby z mého blížícího se alba, které se jmenují: "You're Not Alone" s Britt Nicole, mou oblíbenou umělkyní. Britt je talent, chodící talent, takže spulupráce s ní na tomto tracku pro mě byla velká čest a její přispění k němu bylo fenomenální. Téma songu je trošku víc nadpřirozené, založené na mé osobní víře, na mém vlastním vztahu k Bohu. Takže byla velká pocta pracovat s takovým přirozeným talentem, mnohem lepší, než jsem si to představoval... Další track je nazvaný "Tokyo", kde účinkují moji noví, ale velmi dobří přátelé z Japonska Sekai No Owari. Zase, je to velká čest mít tak talentované umělce, kteří mi pomohli svými připomínkami dělat to, co dělám, a posunout projekt na vyšší úroveň, tak jsem z nové písně opravdu nadšený. V Tokiu a Japonsku obecně jsem strávil hodně času. V posledních pěti, šesti letech jsem tam byl hodněkrát a strávil tam spoustu pozdních nocí s pásmovou nemocí a takovými těmi věcmi, když jste vzhůru celou noc, takže noc je pro mě nejproduktivnější čas pro práci, psaní a vytváření. "Tokyo" teda bylo součástí toho všeho... Takže dvě skladby. Příští úterý. Nezapomeňte. Velmi vzrušující. Zatím ahoj."
Singl vyšel spolu se svým "dvojčetem", rovněž singlem, nazvaným "You're Not Alone" 7. října a oficiální audio video bylo vydáno na OwlCityVEVO ještě tento den.  18. 11. 2014 byl pak vydán na Vevo "Official Visualizer" sestříhaný z koncertu Tokyo Fantasy ze září.
10. prosince na Instagramu zveřejňuje fotku prastarého japonského hudebního nástroje Koto, který použil právě pro skladbu "Tokyo" a který dostal jako dárek od Sekai No Owari. "Zbožňuju barvu zvuku a charakter této věci."